# Twentytwo des Biches
Twentytwo des Biches (née le 27 mai 2007) est une jument de robe alezane, issu du stud-book Selle français, montée en saut d'obstacles par le cavalier franco-suisse Romain Duguet. Cette fille de Mylord Carthago est médaillée d'argent en individuel lors de la finale de la Coupe du monde de saut d'obstacles 2016-2017.

## Histoire

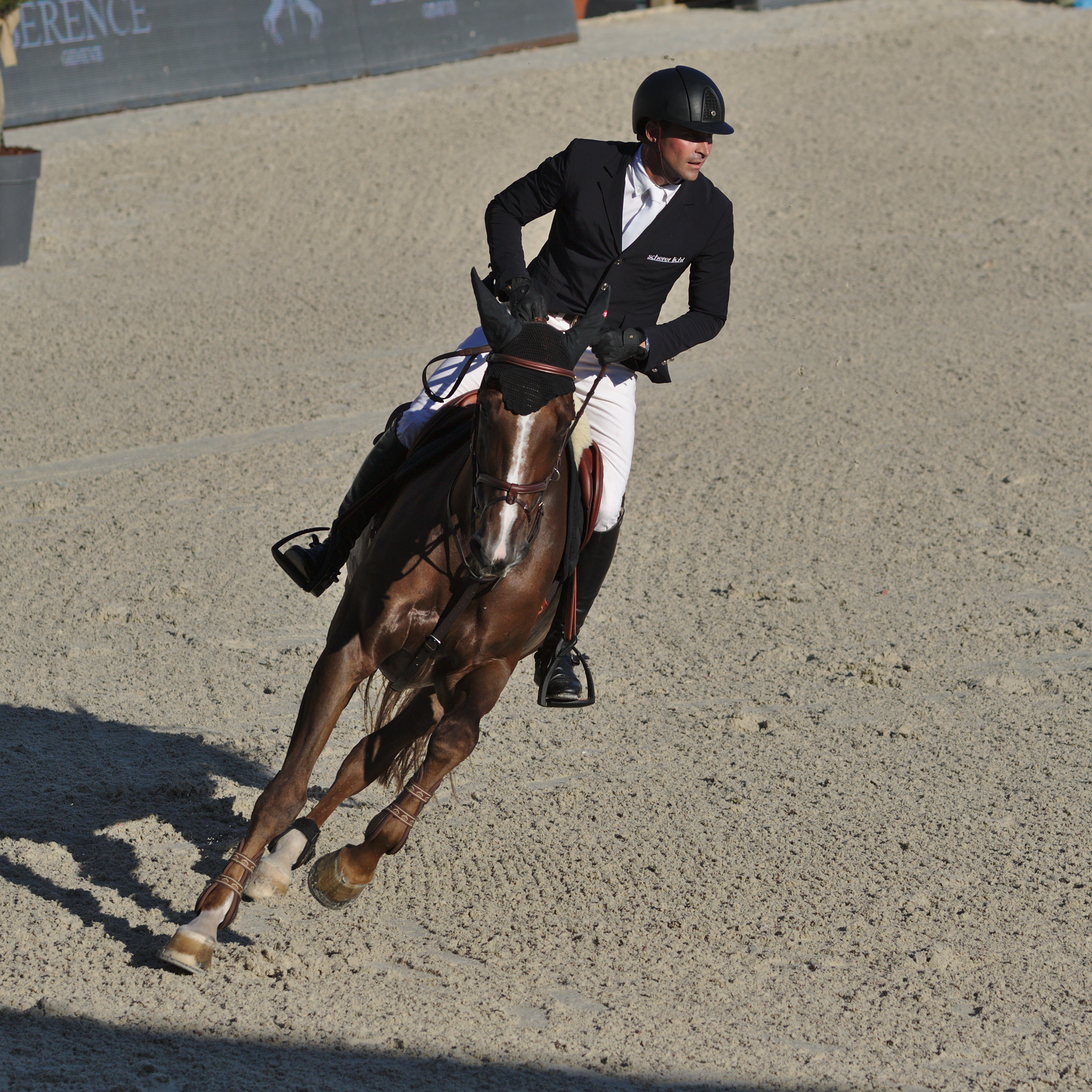
Romain Duguet et Twentytwo des Biches à l'International Longines Horse-Show de Lausanne 2016.

La mère de Twentytwo des Biches, Twenty One, est une vieille jument achetée par Mylène Martin à l'âge de 20 ans, et alors promise à l'abattoir. 
Twentytwo est son dernier poulain, alors que la jument a 22 ans (d'où son nom, twenty-two signifiant « vingt-deux » en anglais). Elle naît le 27 mai 2007 à l'élevage de Mylène Martin, à Notre-Dame-d'Estrées, en France. Elle n'est pas jolie à la naissance, mais possède une belle tête, des allures brillantes, et un caractère agréable, très proche de l'Homme.
Reynald Angot, Felipe Posada, et Axel Van Colen la montent à partir de ses quatre ans, y compris en compétition. Elle se place 3e lors de la grande finale de Fontainebleau du cycle classique à six ans, puis participe aux CSI2* de la tournée d'Oliva. Romain Duguet entend parler de cette jument par Axel Van Colen, en acquiert une partie, puis l'essaie sous la selle et l'achète en totalité. Il la travaille, en faisant son second cheval de concours après Quorida de Treho. Elle participe à la finale de la Coupe du monde de saut d'obstacles 2017 et décroche l'argent de façon imprévue, Quorida étant blessée. 
En septembre 2018, à la suite de sa séparation de Romain Duguet, la propriétaire de Twentytwo Christiana Duguet la confie à un autre cavalier suisse, Bryan Basinger,. Le jeune cavalier réalise une mauvaise prestation avec la jument pendant les Jeux olympiques de Tokyo, avec 16 points de pénalité, qui font tomber l'équipe suisse de saut d'obstacles à la huitième place du classement provisoire, lui ôtant toute chance de médaille.

## Description
Twentytwo des Biches est une jument de robe alezane, inscrite au stud-book du Selle français,. 

## Palmarès
- avril 2017 : médaille d'argent en finale de la Coupe du monde de saut d'obstacles 2016-2017 à Omaha[2].
- août 2017 : médaille de bronze par équipes au championnat d'Europe de saut d'obstacles à Göteborg[2].
- novembre 2017 : vainqueur du CSI4* de Samorin à 1,50 m[2],[9]
- mars 2018 : vainqueur du prix du Grand palais à Paris, sur 1,45 m[2].

## Origines
Twentytwo des Biches est une fille de l'étalon Mylord Carthago, et de la jument Twenty One, par Kalor du Bocage.